# Kulli (Tõrva)
Kulli is een plaats in de Estlandse gemeente Tõrva in de provincie Valgamaa. De plaats heeft de status van dorp (Estisch: küla).
Tot in oktober 2017 lag Kulli in de gemeente Hummuli. In die maand werd Hummuli bij Tõrva gevoegd.

## Bevolking
Het dorp had 62 inwoners op 31 december 2011 en 42 inwoners op 31 december 2021.

## Geografie
Kulli ligt tegen de grens met Letland aan, die ten oosten van het dorp een scherpe bocht naar het zuidwesten maakt. 8 km ten zuiden van Kulli ligt de provinciehoofdstad Valga. Ten oosten van Kulli ligt Hummuli, tot in 2017 de hoofdplaats van de gemeente waarin het dorp lag.
De Põhimaantee 6, de hoofdweg van Pärnu naar Valga en vandaar Letland in, komt door Kulli.
Op het grondgebied van Kulli ligt het meer Tolljärv of Loosu järv (3,7 ha).

## Geschiedenis
De naam Kulli gaat waarschijnlijk terug op een boer met de naam Kulle Pap, die in de 17e eeuw hier woonde. In 1826 lag op het grondgebied van Kulli een veehouderij Neu-Hummelshof (Estisch: Mäemõisa), die onder het landgoed Hummelshof (Hummuli) viel. Pas in 1932 werd Kulli genoemd als dorp, en wel onder de naam Kulliküla. In 1977 werd het buurdorp Järve bij Kulli gevoegd.